# コリフォドン
コリフォドン (Coryphodon) は古第三紀の暁新世後期から始新世前期にかけて生息した汎歯目の絶滅した属である。熊本県をはじめ、中国、モンゴル及び北アメリカで化石が発見されている。

## 形態・生態
当時生息していた哺乳類では最大級で、肩の高さが1メートル、体長は2.5メートルに達した。半水生適応をしていたため現代のカバに類似した短足かつ頑丈な体型をしていたと推測されており、鋭利な牙で被子植物や水草などの柔らかい植物を摂食した。しかし冬になり乾燥した季節になると、落葉や小枝やキノコ類などを主食としていたとされており、冬眠する必要はなかったと言われている。
体の割には脳の大きさが比較的小さく、その比率は哺乳類の中で最も小さい。